# Pat Garrity
Patrick Joseph Garrity ili Pat Garrity (Las Vegas, Nevada, SAD, 23. kolovoza 1973.) je umirovljeni američki košarkaš koji je cijelu profesionalnu igračku karijeru proveo u NBA-u. Za Phoenix Suns je igrao jednu a za Orlando Magic devet godina.
Garrity je od 2000. do 2008. bio član izvršnog komiteta Udruge NBA igrača gdje je bio tajnik i rizničar.

## Karijera

### Sveučilišna karijera
Pat Garrity je košarku najprije igrao u momčadi srednje škole Lewis-Palmer High School u kojoj je umirovljen broj 53 koji je ondje nosio.
Tijekom sveučilišne karijere, igrač je nastupao za University of Notre Dame gdje je u sve četiri sezone ostvario dvoznamenkasti broj poena po utakmici. U svojoj posljednjoj sezoni, 1997./98. je imao prosjek od 23,2 poena po utakmici. 1997. godine je proglašen igračem godine u Big East Men's.

### Profesionalna karijera
Garrityja je na NBA Draftu 1998. je draftirao Milwaukee Bucks kao 19. pick. Najprije su Bucksi prava na njega i Dirka Nowitzkog dali Dallas Mavericksima za Roberta Traylora. Nakon toga je Dallas prava na Garrityja, Martina Müürseppa i Bubbu Wellsa kao i pravo na pick u prvoj rundi drafta dao Phoenix Sunsima za Stevea Nasha.
Tako je u konačnici Pat Garrity postao igrač Phoenix Sunsa gdje je u svojoj rookie sezoni imao prosjek od 5,6 poena u 39 utakmica regularnog dijela sezone. Već sljedeće sezone su Garrity i Danny Manning transferirani u Orlando Magic dok je u Phoenix došao Anfernee Hardaway. Također, Sunsi su Orlandu u ostvarenju tog transfera dali i pravo na dva picka na budućem draftu.
Garrity je za novu momčad odigrao svih 82 utakmice u regularnom dijelu sezone 1999./00. uz prosjek od 8,2 poena te postotak od 40,1% preciznosti u prostoru za tricu. Istu učinkovitost je imao i u sljedećoj sezoni 2000./01. dok je u sezoni 2001./02. ostvario najbolji prosjek karijere od 11,1 poena po utakmici. Tada je Pat bio u startnoj petorci u 43 utakmice od 80 koliko ih je odigrao u regularnom dijelu. Tijekom te sezone igrač je rangiran kao 7. najbolji NBA igrač u gađanju trica.
U sezoni 2002./03. Pat Garrity je imao prosjek od 10,7 poena dok je u sezoni 2003./04. odigrao samo dvije utakmice za Orlando Magic zbog ozljede desnog koljena zbog čega je morao otići na mikrofrakturnu operaciju.
11. rujna 2008. Patrick Garrity je najavio igračko umirovljenje. Tijekom 2009. godine je polazio satove poslovne škole Fuqua.

## NBA statistika

### Regularni dio
| Godina    | Klub    | Odig. uta. | Uta. poč. | Min. | 2P%  | 3P%  | Sl. bac.% | Skok. | Asist. | Ukr. lop. | Blok. | Koševa |
| --------- | ------- | ---------- | --------- | ---- | ---- | ---- | --------- | ----- | ------ | --------- | ----- | ------ |
| 1998./99. | Phoenix | 39         | 9         | 13.8 | .500 | .389 | .714      | 1.9   | .5     | .2        | .1    | 5.6    |
| 1999./00. | Orlando | 82         | 1         | 18.0 | .441 | .401 | .721      | 2.6   | .7     | .4        | .2    | 8.2    |
| 2000./01. | Orlando | 76         | 1         | 20.8 | .387 | .433 | .867      | 2.8   | .7     | .5        | .2    | 8.3    |
| 2001./02. | Orlando | 80         | 43        | 30.1 | .426 | .427 | .836      | 4.2   | 1.2    | .8        | .3    | 11.1   |
| 2002./03. | Orlando | 81         | 53        | 31.9 | .419 | .396 | .830      | 3.8   | 1.5    | .8        | .2    | 10.7   |
| 2003./04. | Orlando | 2          | 0         | 11.0 | .333 | .000 | .000      | .0    | .5     | .0        | .0    | 1.0    |
| 2004./05. | Orlando | 71         | 0         | 13.5 | .402 | .333 | .879      | 1.7   | .4     | .3        | .1    | 4.6    |
| 2005./06. | Orlando | 57         | 0         | 16.5 | .417 | .388 | .811      | 1.9   | .7     | .2        | .2    | 4.9    |
| 2006./07. | Orlando | 33         | 0         | 8.4  | .314 | .344 | .889      | 1.3   | .4     | .2        | .0    | 2.2    |
| 2007./08. | Orlando | 31         | 0         | 9.2  | .338 | .216 | .800      | 1.4   | .4     | .2        | .0    | 2.1    |
| Ukupno    |         | 552        | 107       | 20.0 | .417 | .398 | .806      | 2.6   | .8     | .4        | .1    | 7.3    |

### Doigravanje
| Godina    | Klub    | Odig. uta. | Uta. poč. | Min. | 2P%  | 3P%   | Sl. bac.% | Skok. | Asist. | Ukr. lop. | Blok. | Koševa |
| --------- | ------- | ---------- | --------- | ---- | ---- | ----- | --------- | ----- | ------ | --------- | ----- | ------ |
| 1998./99. | Phoenix | 3          | 0         | 17.3 | .529 | .1000 | .1000     | 3.0   | .3     | .3        | .3    | 9.0    |
| 2000./01. | Orlando | 4          | 0         | 29.3 | .472 | .500  | .800      | 1.3   | .5     | .0        | .2    | 12.0   |
| 2001./02. | Orlando | 4          | 4         | 36.8 | .375 | .389  | .750      | 7.5   | 2.3    | .5        | .2    | 8.5    |
| 2002./03. | Orlando | 7          | 1         | 23.3 | .286 | .235  | 1.000     | 2.6   | .7     | .3        | .4    | 4.0    |
| 2007./08. | Orlando | 2          | 0         | 3.0  | .000 | .000  | .500      | 1.0   | .0     | .0        | .0    | .5     |
| Ukupno    |         | 20         | 5         | 24.3 | .393 | .407  | .857      | 3.2   | .9     | .2        | .3    | 6.9    |

## Vanjske poveznice
- Profil igrača na NBA.com
- Profil igrača na Basketball-reference.com